# Lirim Qamili
Lirim Qamili (* 4. Juni 1998 in Glostrup) ist ein dänischer Fußballspieler mit nordmazedonischen Pass. Er steht beim Erstligisten SønderjyskE Fodbold unter Vertrag.

## Karriere
Lirim Qamili hat albanische Wurzeln, ist allerdings in Dänemark geboren und aufgewachsen. In seiner Jugend spielte er bei Hvidovre IF, einem Verein aus Hvidovre, einer Stadt im Speckgürtel von Kopenhagen, wo er zur Saison 2017/18 in die damals in der dritten Liga spielende erste Mannschaft aufrückte. Sein Debüt im Erwachsenenbereich war das 3:3 im Ligaalltag im Heimspiel gegen Hillerød Fodbold. In der Hauptrunde kam Qamili sporadisch zum Einsatz, regelmäßigere Auftritte für die erste Mannschaft in der dritten Liga folgten dann in der Aufstiegsrunde. Zwischenzeitlich wurde der Vertrag um Eineinhalb Jahre verlängert. Zum Saisonende stand der Aufstieg in die zweite Liga. Auch hier kam er regelmäßiger zum Einsatz, ehe ihm in der Saison 2019/20 der Durchbruch gelang. Denn nun war Lirim Qamili Teil der Stammelf und wurde dabei abwechselnd als Mittelstürmer oder linker oder rechter Außenstürmer eingesetzt, dabei hatte er 27 Auftritte zu verbuchen und schoss zehn Tore. Dank seiner Leistungen wurden „einige ausländische Vereine“ auf ihn aufmerksam, doch er verlängerte im Dezember 2020 bis Ende 2021.
Zur Saison 2020/21 wechselte Qamili zum Erstligisten AC Horsens, wo er einen Vierjahresvertrag unterschrieb. Er kam in seiner ersten Saison in Horsens regelmäßig zum Einsatz, gehörte allerdings nicht immer zur Startelf. Zum Saisonende stand der Abstieg aus der Superligæn. Nach einer Zwischenstation in Hvidovre, spielt Qamili nun für SønderjyskE Fodbold.